# 羅蘭山
羅蘭山（英語：Mount Roland）是南極洲的山峰，位於瑪麗伯德地，處於穆尼山以北的羅比森冰川北岸，屬於毛德王后山脈的一部分，海拔高度2,210米，美國地質調查局根據測量和美國海軍拍攝的空中照片繪入地圖，現時由南極條約體系管理。